# Mouterhouse
Mouterhouse (deutsch Mutterhausen) ist eine französische Gemeinde mit 273 Einwohnern (Stand 1. Januar 2022) im Département Moselle in der Region Grand Est (bis 2015 Lothringen). Sie gehört zum Arrondissement Sarreguemines, zum Kanton Bitche und zum Gemeindeverband Pays de Bitche.

## Geographie
Die Gemeinde Mouterhouse im Biosphärenreservat Pfälzerwald-Nordvogesen liegt südlich von Bitsch (französisch Bitche) im Forêt domaniale de Mouterhouse (dt. Staatswald Mutterhausen) auf einer Höhe zwischen 212 und 423 m über dem Meeresspiegel. In der Gemeinde, die 42,6 Quadratkilometer umfasst, liegen folgende Ortsteile:
| - Afrique (1876) - Altschmelz oder Vieille-Fonderie - Bitscherthal - Großhammer oder Gros-Marteau - Hammerkopf - Hasselthal - Hirtenberg | - Hochkopf (Forsthaus) - Hohe Weyersberg (Jagdschlossruine) - Hungerbach - Kapellenhof - Kleinhammer oder Petit-Marteau - Langenberg | - Lindelhof - Neuhammer oder Marteau Neuf - Neuschmelz oder Fourneau Neuf - Ochsenhübel - Schindelthal - Schnepfenmühle |

## Geschichte
Die Ortschaft hieß im Jahr 1518 „Munterhausen“. Später wurde daraus „Moderhausen“. „Hausen“ dürfte von einem Haus abgeleitet sein. Ob der Anfang des Ortsnamens eine Mutter oder den Fluss Moder bedeutet, ist nicht bekannt.
Das Gemeindewappen kann folgendermaßen gedeutet werden: die Tanne steht für den Waldreichtum in den Nordvogesen; das Lothringerkreuz weist auf des Herzogtum Lothringen hin, zu dem Mouterhouse gehörte. Das Posthorn ist das Symbol des Fabrikanten Dietrich.

### Die Eisenschmelze
Auf dem Gemeindegebiet liegen mehrere künstliche Seen, die ab dem 17. Jahrhundert angelegt wurden für die Eisenindustrie. Das Eisenerz, welches im Tal vorhanden ist, wurde ab 1611 abgebaut und verarbeitet. Nach einem Unfall ging die Produktion zurück und wurde 1627 ganz eingestellt. Nach einer ganze Reihe von Versuchen, die Hütte wieder in Betrieb zu nehmen, wurde sie im Dreißigjährigen Krieg zerstört. Ab 1717 wurde eine neue Eisenschmelze errichtet, die wenig rentabel war und öfter den Eigentümer wechselte. Bei einem Besuch 1798 beschrieb der Baron De Dietrich, dass sie aus zwei Hochöfen, mehreren Hammerwerken und einem Walzwerk bestand. Es gab 130 Häuser für die Arbeiter. 1843 kaufte die Familie De Dietrich die ganze Fabrik. 1900 wurde der letzte Hochofen gelöscht, die Verarbeitung ging weiter, es wurde hauptsächlich Eisenbahnzubehör wie Schienen hergestellt. 1945 wurden die verbleibenden Werke bei einem amerikanischen Bombenangriff zerstört. Heute erhalten sind noch einige Arbeiterhäuser entlang der Straße nach Baerenthal.

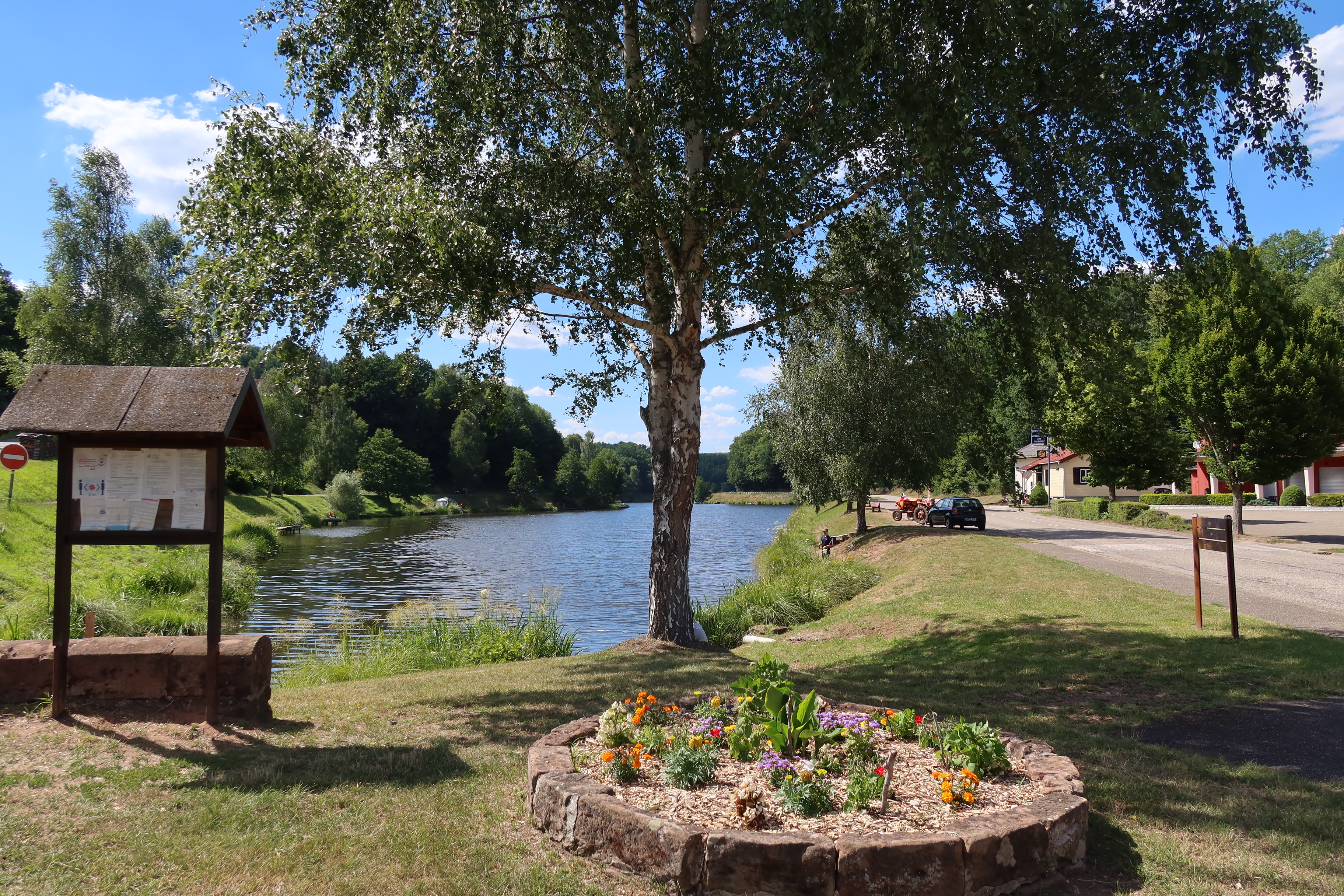
Der große See

Infolge des Ersten Weltkrieges nahm der Einwohnerbestand deutlich ab.

## Bevölkerungsentwicklung
| Jahr                       | 1962 | 1968 | 1975 | 1982 | 1990 | 1999 | 2011 | 2019 |
| Einwohner                  | 326  | 326  | 351  | 318  | 310  | 305  | 287  | 302  |
| Quellen: Cassini und INSEE |      |      |      |      |      |      |      |      |

## Sehenswürdigkeiten
- Kirche Saint-Jacques-le-Majeur (Jakobus der Ältere)
- Kapelle und rekonstruierte Schmiede im Ortsteil Gros-Marteaus, datiert auf die Jahre 1763 und 1764
- Kapelle „Notre-Dame-de-la-Miséricorde“ in Grünberg aus dem 16. Jahrhundert, mit Sonnenuhr
- Reste eines Jagdschlosses aus dem 16. Jahrhundert auf dem Hohen Weyersberg (Grünberg)

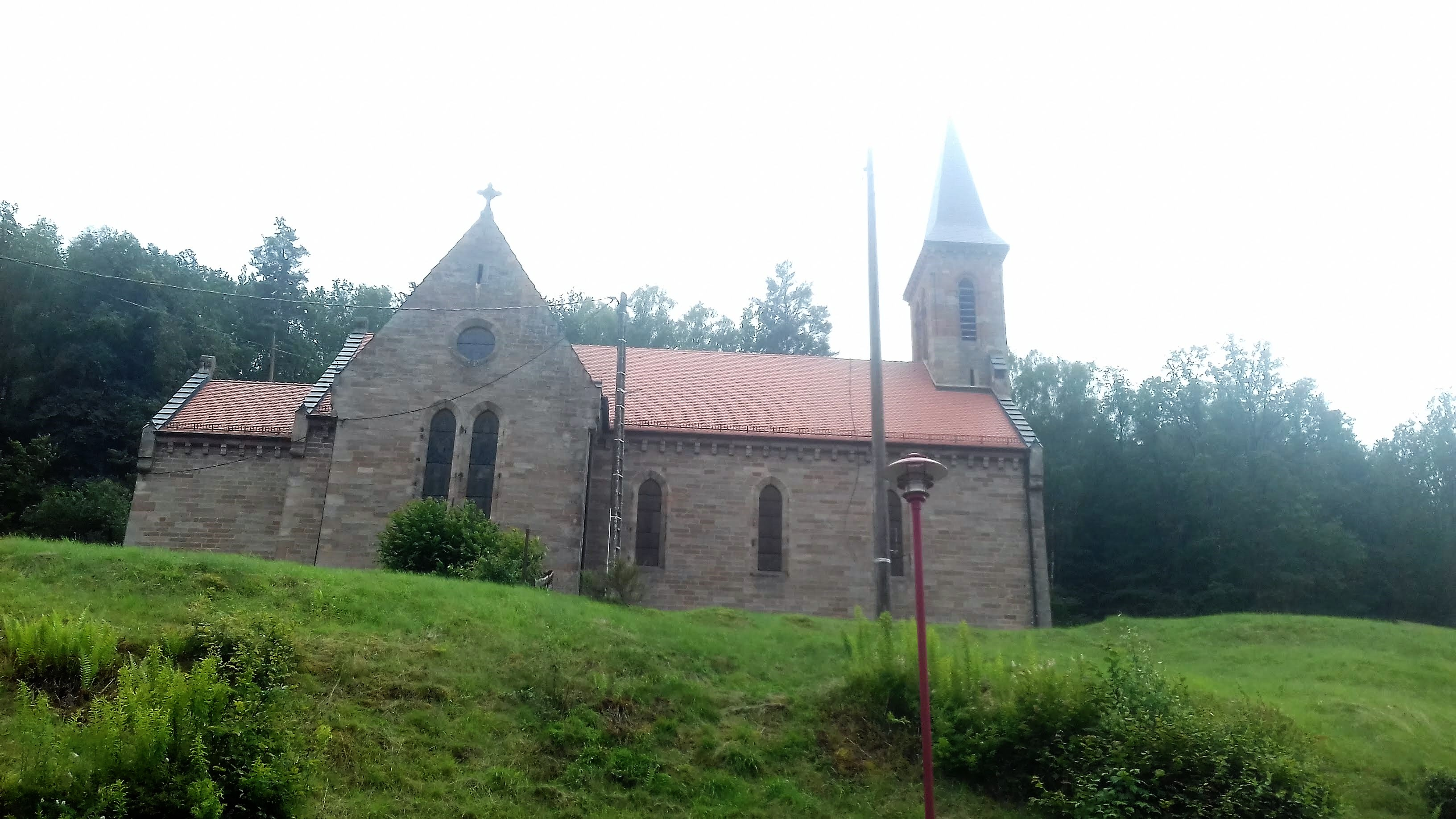
Kirche St. Jakobus der Ältere
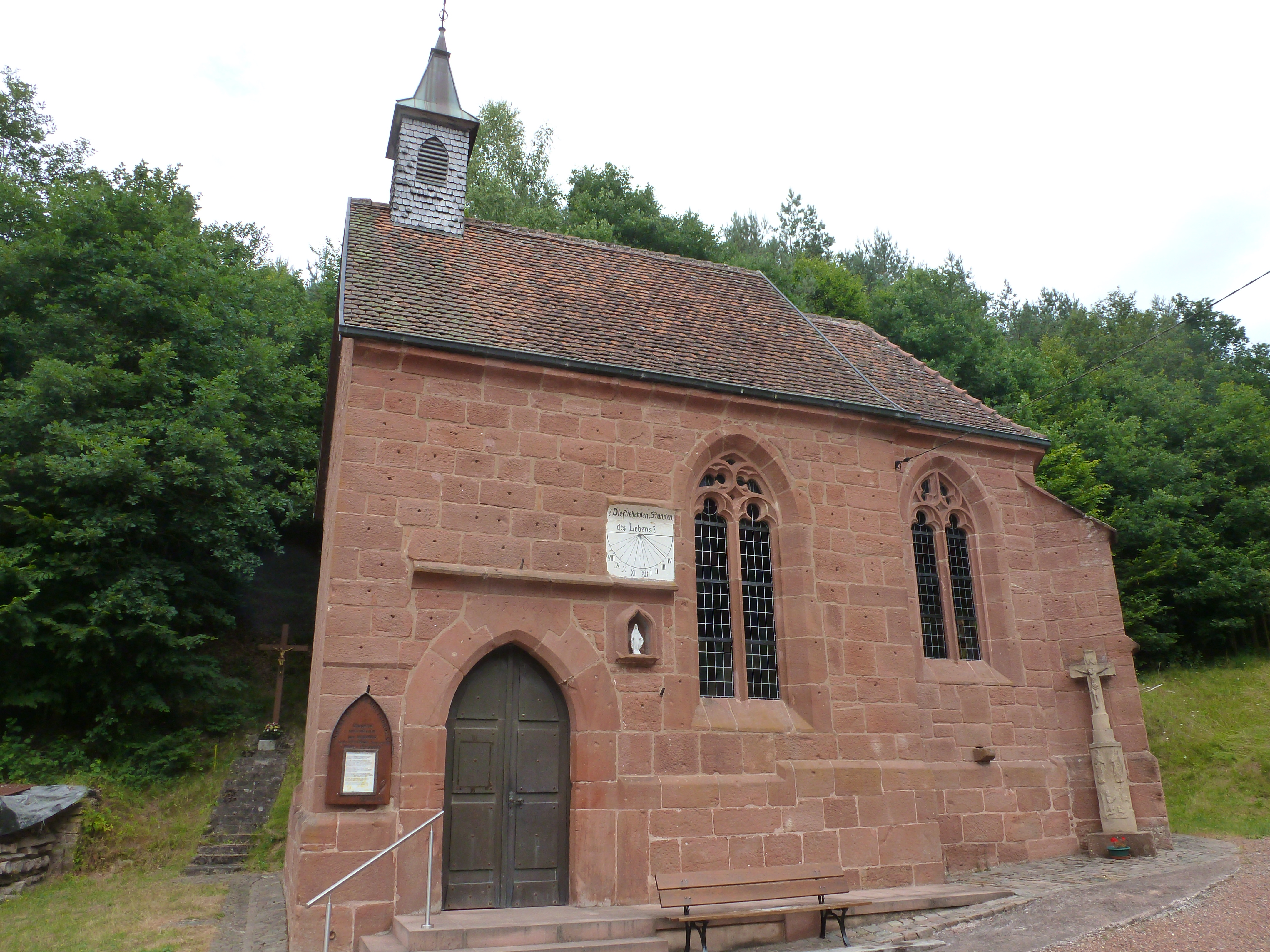
Kapelle Notre-Dame
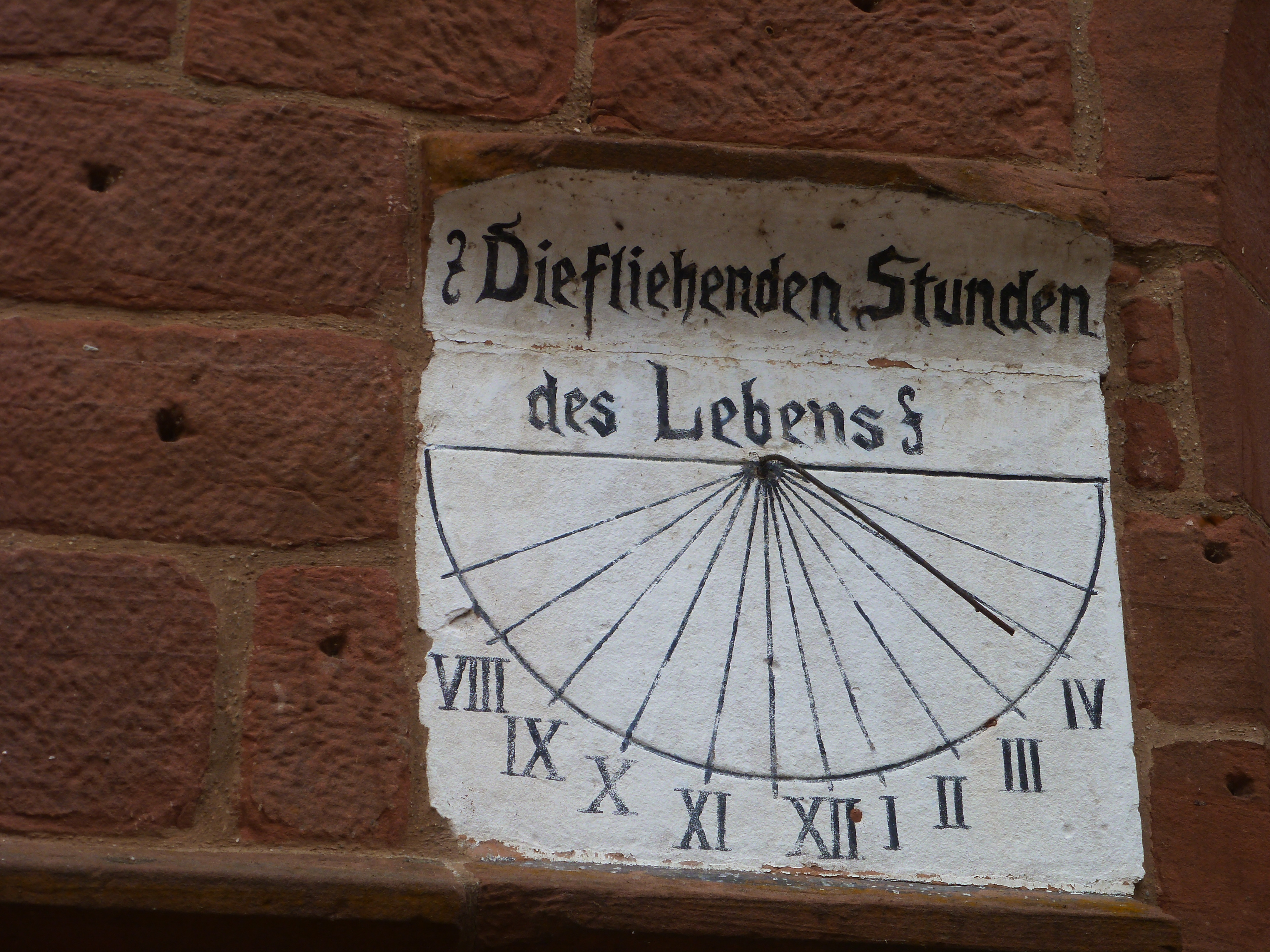
Sonnenuhr an der Kapelle Notre-Dame
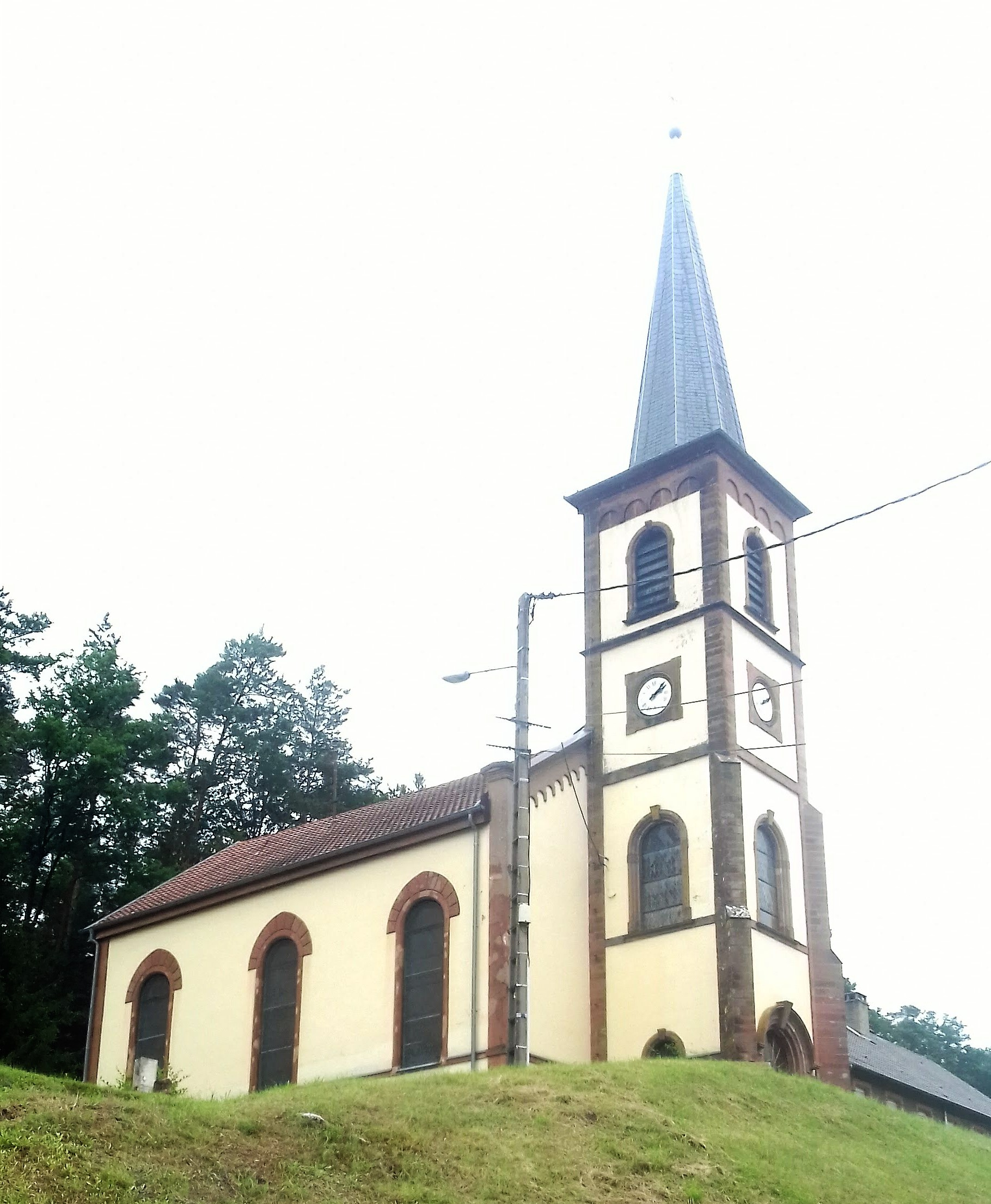
Protestantische Kirche
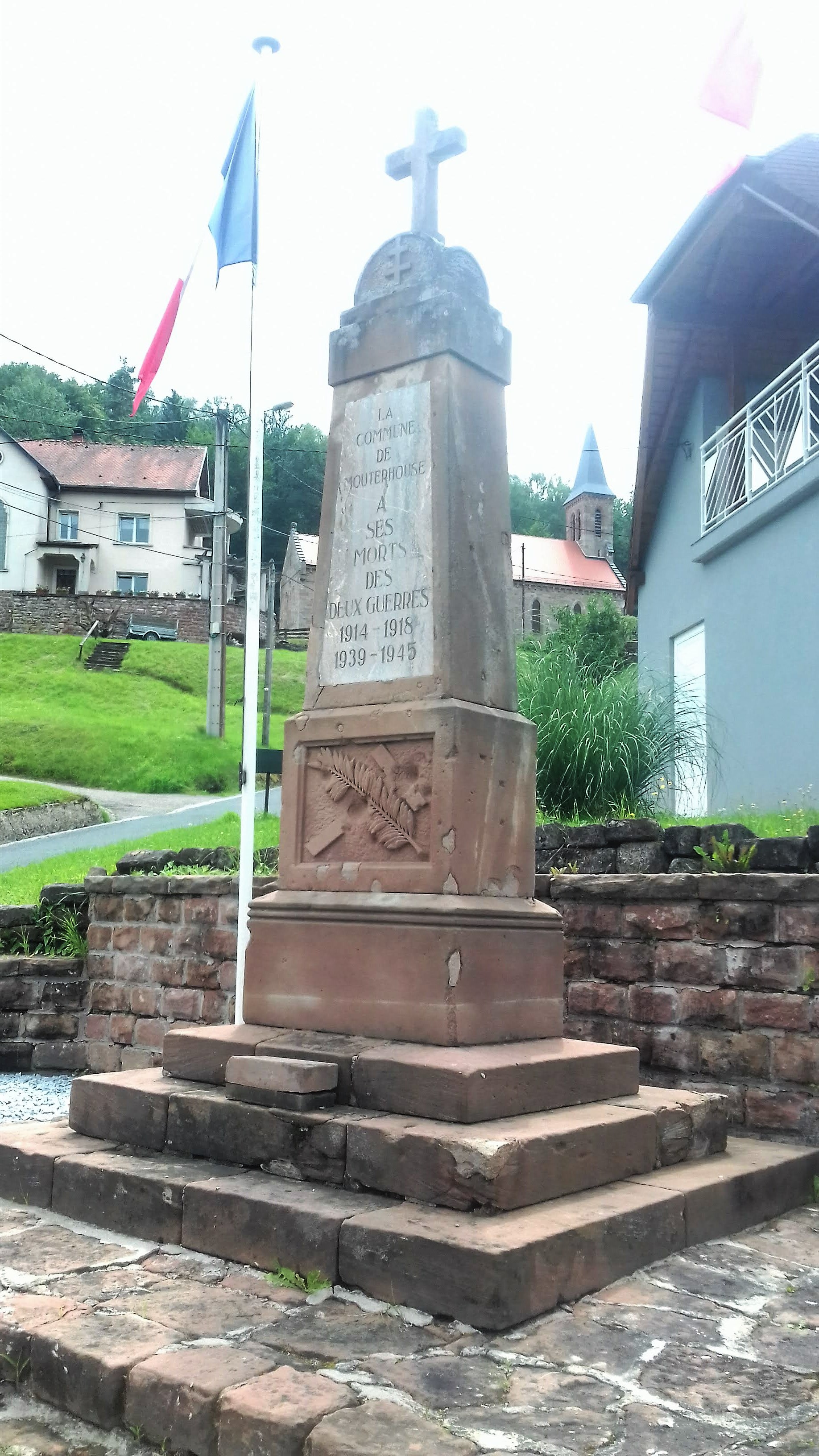
Gefallenendenkmal

## Belege
1. ↑  Wappenbeschreibung auf genealogie-lorraine.fr (französisch)
2. ↑  Mouterhouse. In: Website des Bitscherlandes. Gebietskörperschaft Bitscherland, 2020, abgerufen am 6. Juli 2022 (französisch).
3. ↑  Forge de Mouterhouse. Bitscherland (Gemeinde Bitche), 2022, abgerufen am 20. Juni 2023 (französisch).